# Alejandro Acha
Alejandro Acha Bárcena (Abando, 22 de julio de 1878-Bilbao, 16 de diciembre de 1917) fue un futbolista español que jugó como guardameta en el Athletic Club. Fue uno de los futbolistas más importantes en los inicios amateurs del Athletic Bilbao, estando entre los 7 fundadores del club en 1898, y luego sirviendo al club como secretario y como su primer portero, ganando la Copa del Rey de fútbol 1903, el primer campeonato nacional oficial.
Además del fútbol, también destacó en el ciclismo.

## Carrera como jugador
Alejandro Acha nació en la localidad vizcaína de Abando el 22 de julio de 1878, y como tantos otros jóvenes de aquella comarca, comenzó a jugar partidos de fútbol en el Hipódromo de Lamiaco, que por aquel entonces era la sede del fútbol organizado en Vizcaya. En 1898, fue uno de los 7 aficionados al fútbol vasco pertenecientes al Gimnasio Zamacois que comenzaron a organizar partidos de fútbol contra los trabajadores británicos en Lamiako, fundando así el Athletic Club. Aunque el club se fundó en 1898, el Athletic no se constituyó oficialmente hasta el 5 de septiembre de 1901, en la célebre reunión celebrada en el Café García, en la que Acha fue uno de los 33 socios que firmaron los documentos que constituyeron oficialmente el Athletic Club.
Acha fue el primer portero del club, siendo descrito como un «hercúleo de hierro» y un «gigante». con quien jugó varios partidos amistosos contra sus rivales de la ciudad, el Bilbao Football Club, en el Hipódromo de Lamiaco, comenzando su rivalidad el 1 de diciembre de 1901, que terminó en empate, por lo que se jugó una repetición dos semanas más tarde, el 15 de diciembre, donde ayudó a su equipo a mantener la portería a cero en una victoria por 1-0. Jugó un papel fundamental en esta histórica rivalidad que sirvió como uno de los motores del fútbol como fenómeno de masas en Bilbao ya que sus duelos despertaban una gran expectación.
En 1902, los dos rivales acordaron combinar a los mejores jugadores de cada club para enfrentarse al Burdigala, con sede en Burdeos; esta fusión temporal se conoció como Bizcaya, pero Acha nunca jugó para este equipo, después de haber sido expulsado por el portero del Bilbao FC Luis Arana, quien luego ayudó a Bizcaya a ganar el primer campeonato nacional disputado en España, la Copa de la Coronación de 1902, precursora de la Copa del Rey. En 1903, Arana pasó a formar parte de la directiva del Athletic, de la que Alejandro Acha era secretario.
Ese mismo año, Acha pudo recuperar su puesto entre los postes, en el que jugó un papel crucial en el equipo del Athletic que ganó la Copa del Rey de fútbol 1903, ayudando a su equipo a una victoria de remontada por 3-2 sobre el Madrid FC (ahora conocido como Real Madrid) en la final, donde jugó junto a jugadores como Alejandro de la Sota y los fundadores del club Juan Astorquia y Eduardo Montejo. También formó parte del equipo que disputó la Copa del Rey de fútbol 1904, que el Athletic ganó sin disputar un solo partido por no presentarse su rival.

## Muerte
A mediados de la década de 1910, los acreedores embargaron la sede del Athletic en la Calle Nueva en Bilbao, donde se encontraba el preciado trofeo, pero Acha llegó antes y se lo llevó. La copa estuvo desaparecida hasta que Acha falleció el 16 de diciembre de 1917 en la misma ciudad, a la edad de 39 años, cuando Athletic pidió a su familia que registraran su casa, encontrando el trofeo dentro de un viejo baúl; la copa nunca más salió de la sala de trofeos.

## Honores
Athletic Club
- Copa del Rey:
  - Campeones (2): 1903 y 1904[1]